# Industrifacket
Industrifacket var ett svenskt fackförbund inom Landsorganisationen (LO), som bildades 1993 genom en sammanslagning av Beklädnadsarbetarnas förbund och Svenska fabriksarbetareförbundet. År 2006 bildades Industrifacket Metall genom en sammanslagning av Industrifacket med Svenska metallindustriarbetareförbundet.

## Historia
- 1993 bildades förbundet vid en konstituerande kongress den 17–22 april genom en sammanslagning av Beklädnadsarbetarnas förbund och Svenska fabriksarbetareförbundet. De tidigare förbundens egendom överfördes till det nya och till ordförande valdes Uno Ekberg från Fabriks.
- 1995 genomfördes en medlemsomröstning om obligatorisk hemförsäkring i facklig regi. Resultatet blev 55% nej-röster och förslaget föll därmed.
- 2006 slogs Industrifacket samman med Svenska metallindustriarbetareförbundet och bildade IF Metall.